# Masaaki Sawanobori
Masaaki Sawanobori (* 12. leden 1970) je bývalý japonský fotbalista.

## Klubová kariéra
Hrával za Shimizu S-Pulse.

## Reprezentační kariéra
Masaaki Sawanobori odehrál za japonský národní tým v letech 1993-2000 celkem 16 reprezentačních utkání.

## Statistiky
| Japonsko | Japonsko | Japonsko |
| Roky     | Záp.     | Góly     |
| -------- | -------- | -------- |
| 1993     | 5        | 1        |
| 1994     | 6        | 1        |
| 1995     | 0        | 0        |
| 1996     | 0        | 0        |
| 1997     | 0        | 0        |
| 1998     | 0        | 0        |
| 1999     | 1        | 0        |
| 2000     | 4        | 1        |
| Celkem   | 16       | 3        |